# 吳地大東庄
吳地大東庄包含4村12莊頭是指下寮村[東庄、下寮、湖仔內、烏雞寮] ,頂寮村[頂寮、下頭寮] ,客厝村[客厝、四股寮] ,內寮村[內寮、過溝、好收寮、姚厝]。

## 歷史
自清代時期至日治初期，隸屬於白沙墩堡內之下藔庄。

## 宗教信仰
農曆3月24、25、26日請媽祖
吳地大東庄從以前就有一個傳統，每年農曆二月初一開會決定是否於農曆3月24、25日請媽祖繞境,農曆3月26日恭送媽祖回宮，約每隔3到5年會請一次。
農曆正月初4拜周府二王公
周府二王公是吳地大東庄公神，很久以前是跟天公生拜同一天，後來改為正月初四。
農曆6月17南鯤鯓代天府進香
每年吳地大東庄6股內(下寮一股，東庄一股,龍岩一股，頂寮村[頂寮一股、下頭寮一股],(埔墘2/3、烏雞寮1/3)一股) 農曆在六月十七日到南鯤鯓代天府進香，農曆在六月十八日聖誕。

## 學校
- 客厝國民小學校
- 仁德國民小學校